# Carcharhinus tilstoni
Vous lisez un « bon article » labellisé en 2015.
Espèce
Synonymes
- Carcharhinus limbatus (non Müller & Henle, 1839)

Statut de conservation UICN

 LC  : Préoccupation mineure
Répartition géographique
Carcharhinus tilstoni est une espèce de requin de la famille des Carcharhinidae, endémique du nord et de l'est de l'Australie. Privilégiant les parties moyennes et supérieures de la colonne d'eau, on le trouve dans la zone intertidale jusqu'à une profondeur de 50 m. Du point de vue de l'apparence, cette espèce est pratiquement identique au Requin bordé (C. limbatus), plus courant, et duquel on peut le distinguer de manière fiable par son nombre de vertèbres et par des marqueurs génétiques. Atteignant généralement 1,5 à 1,8 m de long, c'est un requin assez trapu de couleur bronze avec un long museau et des nageoires aux extrémités noires.
Principalement piscivore, Carcharhinus tilstoni forme de grands groupes d'animaux de même taille et même sexe qui ont tendance à rester dans un territoire donné. Il est vivipare, ce qui signifie que les embryons sont approvisionnés avant la naissance via une connexion placentaire. Il a un cycle de reproduction annuel bien défini avec un accouplement en février et mars. Les femelles donnent naissance à entre un et six jeunes autour du mois de janvier de l'année suivante, après une période de gestation de 10 mois. Carcharhinus tilstoni fait partie des requins les plus fréquemment capturés par les pêcheurs commerciaux au nord de l'Australie. Il est notamment apprécié pour sa chair. Cette espèce était une importante prise accessoire de la pêche au filet maillant taïwanaise qui a opéré de 1974 à 1986, et de la pêche au requin au nord de l'Australie qui est toujours en fonctionnement. Comme on considère que les niveaux de pêche actuels ne menacent pas la population de ce requin, l'Union internationale pour la conservation de la nature (UICN) a évalué l'espèce comme étant de préoccupation mineure.

## Description

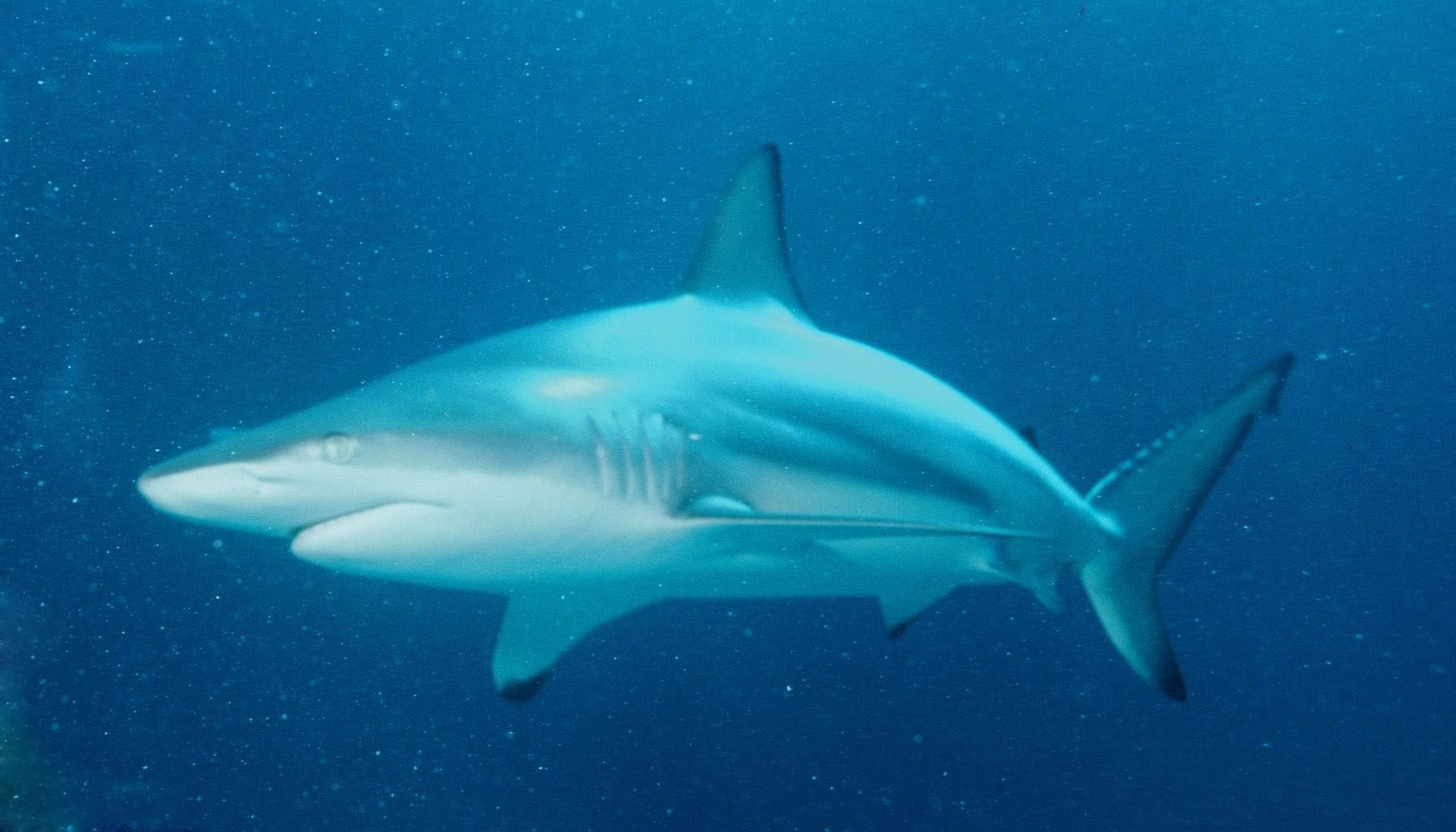
Le Requin bordé (photo) est presque identique à Carcharhinus tilstoni.

Morphologiquement, Carcharhinus tilstoni ne peut être distingué de manière fiable du Requin bordé qu'à partir du nombre de vertèbres (174 à 182 en tout, 84 à 91 avant la queue chez C. tilstoni , 182 à 203 en tout, 94 à 102 avant la queue chez C. limbatus). Il a un corps fuselé modérément robuste et un long museau pointu. Les bords antérieurs des narines sont légèrement agrandies vers le bas par des rabats de peau triangulaires. Les grands yeux circulaires sont équipés de membranes nictitantes. Les sillons dans les coins de la bouche sont à peine visibles. Il n'y a que 32 à 35 rangées de dents au niveau de la mâchoire supérieure et 29 à 31 au niveau de la mâchoire inférieure. Chaque dent de la mâchoire supérieure a une pointe mince et tranchante et des dentelures fines qui deviennent plus grossières près de la base, tandis que les dents de la mâchoire inférieure sont plus étroites et plus finement dentelées. Les cinq paires de fentes branchiales sont longues,.
Les nageoires pectorales sont longues, étroites et falciformes, avec une extrémité pointue. La première nageoire dorsale est grande et également falciforme et naît au-dessus ou légèrement derrière l'arrière de la base des nageoires pectorales. La deuxième nageoire dorsale est modérément haute et positionnée à l'opposé de la nageoire anale. Il n'y a pas de crête médiane entre les nageoires dorsales. Une entaille en forme de croissant est présente à la base de la queue. La nageoire caudale est asymétrique, avec un lobe inférieur épais et un lobe supérieur plus grand et présentant une encoche près de son extrémité. Les denticules cutanées sont plus ou moins en forme de diamant et se chevauchent légèrement ; chacune porte de cinq à sept (trois chez les jeunes) arêtes horizontales menant à dents marginales. Carcharhinus tilstoni est de couleur bronze dessus (gris après la mort) et blanchâtre dessous, avec une bande pâle sur les flancs. Certains individus ont des pointes noires sur toutes les nageoires, tandis que d'autres ont des nageoires pelviennes et anales non marquées. Il atteint généralement une taille de 1,5 à 1,8 m. La longueur et le poids maximum sont respectivement de 2,0 m et 52 kg,,.

## Biologie et écologie

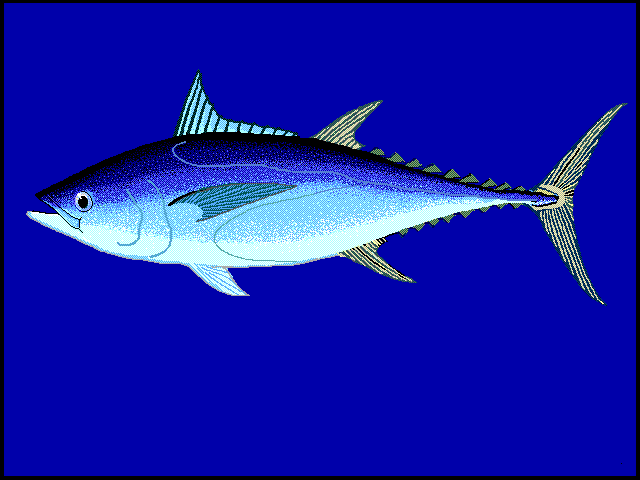
Le Thon mignon est connu pour être une proie de Carcharhinus tilstoni.

Carcharhinus tilstoni est connu pour former de grands groupes, de même taille et même sexe. Il se nourrit principalement de poissons téléostéens, comme les Leiognathidae, les Terapontidae, les thons et les harengs. Les céphalopodes sont une source de nourriture secondaire, qui devient particulièrement importante vers le mois d'avril,. Cette espèce se nourrit aussi de temps en temps de petits requins, comme les Hemipristis elongatus, les Requins à queue tachetée (C. sorrah), et les requins du genre Rhizoprionodon. Leur régime alimentaire change avec le temps : les individus les plus petits se nourrissent proportionnellement plus de poissons démersaux, alors que les grands spécimens se nourrissent proportionnellement plus de poissons pélagiques et de céphalopodes. Parmi les parasites connus de ce requin on compte les cestodes Fossobothrium perplexum et Platybothrium, et le copépode Perissopus dentatus.
Comme les autres requins de la famille des Carcharhinidae, Carcharhinus tilstoni est vivipare ; après que les embryons en développement aient épuisé leur réserve en vitellus, le sac vitellin vide se développe en une connexion avec le placenta qui permet à l'embryon d'être nourri par sa mère. Les femelles donnent naissance à des portées de un à six petits (trois en moyenne) chaque année. L'accouplement a lieu en février et mars, et les femelles stockent le sperme jusqu'à l'ovulation en mars et avril. Après une période de gestation de 10 mois, les petits naissent autour du mois de janvier de l'année suivante. Les femelles prêtes à mettre bas se dirigent vers des zones côtières peu profondes, comme la baie de Cleveland dans le nord du Queensland, pour donner naissance à leurs jeunes. Il y a certainement de nombreuses zones de mise bas dans l'ensemble de son aire de répartition, car des jeunes sont visibles un peu partout dans cette aire. Les nouveau-nés sont relativement grands, mesurant environ 60 cm de long. Ils grandissent rapidement au cours de leur première année, avec une croissance moyenne de 17 cm. Le taux de croissance ralentit par la suite, et n'est plus qu'en moyenne de 8 à 10 cm par an vers l'âge de cinq ans. Les animaux des deux sexes atteignent la maturité sexuelle à l'âge de trois à quatre ans, à des longueurs d'environ 1,1 et 1,2 m respectivement pour les mâles et les femelles. La durée de vie maximale est estimée à 20 ans,.
Des hybrides entre Carcharhinus tilstoni et le Requin bordé, comprenant à la fois des individus F1 et des rétrocroisements, ont été découverts le long de la côte orientale de l'Australie. Malgré l'impact important que peut avoir l'hybridation, il n'existe aucune preuve que les deux lignées parentales fusionnent et les mécanismes empêchant l'introgression ne sont pas clairs. C'est le premier cas confirmé d'hybridation entre des espèces de poissons cartilagineux.

## Distribution et habitat
Carcharhinus tilstoni vit au niveau du plateau continental, et on le rencontre de Thevenard Island en Australie-Occidentale à Sydney en Nouvelle-Galles du Sud,. Dans son aire de répartition, on rencontre aussi le Requin bordé. Le rapport entre les effectifs de C. limbatus et C. tilstoni était autrefois considéré comme étant de 1 pour 300, mais des études génétiques récentes ont montré qu'il était plus près de moitié-moitié. Cette espèce a été signalée dans la zone intertidale jusqu'à une profondeur de 150 m. Les grands requins ont tendance à vivre dans des eaux plus profondes. Bien qu'il occupe tous les niveaux de la colonne d'eau, il est plus fréquent près de la surface ou entre deux eaux. Les données génétiques suggèrent que les Carcharhinus tilstoni du nord de l'Australie sont tous les membres d'une même population. Des études d'individus marqués ont montré que cette espèce se déplace la plupart du temps sur de courtes distances le long de la côte et s'aventure rarement dans les eaux du large. Cependant, certains spécimens ont réalisé de longs trajets, jusqu'à 1 350 km,.

## Taxonomie et phylogénie
Carcharhinus tilstoni a été décrit par l'ichtyologiste australien Gilbert Percy Whitley en 1950 dans un numéro de la revue scientifique Western Australian Naturalist. Il l'a alors appelé Galeolamna pleurotaenia tilstoni en l'honneur de Richard Tilston, chirurgien assistant à Port Essington, dans le Territoire du Nord. Le spécimen type est une femelle de 1,5 m de long capturée à Van Cloon Reef dans le Golfe Joseph Bonaparte. Plus tard, les auteurs ont placé Galeolamna comme un synonyme du genre Carcharhinus.
Après la description initiale de Whitley, C. tilstoni a été longtemps considéré comme un synonyme de C. limbatus, le Requin bordé. Dans les années 1980, des données supplémentaires sur la morphologie et la biologie de ce requin ont permis de l'identifier clairement comme une espèce à part entière, ce qui a finalement été confirmé par études phylogénétiques à partir des allozymes réalisées par Shane Lavery et James Shaklee. Plusieurs études phylogénétiques moléculaires basées sur les allozymes, l'ADN mitochondrial et l'ADN nucléaire ont constaté que Carcharhinus tilstoni et le Requin bordé formaient un clade étroitement lié au Requin gracile (C. amblyrhynchoides) et Carcharhinus leiodon,,. Les interrelations entre ces espèces n'ont pas été entièrement résolues, mais les données disponibles suggèrent que C. tilstoni et C. limbatus ne sont pas les espèces les plus étroitement apparentées au sein du clade malgré leur similitude,.

## Relations avec l'Homme
Avec le Requin à taches noires, Carcharhinus tilstoni est l'un des requins les plus importants économiquement au large du nord de l'Australie. Il a été historiquement pêché pour sa chair et ses ailerons par les pêcheurs au filet maillant taïwanais, qui ont commencé à opérer au large du nord de l'Australie en 1974. La capture annuelle moyenne était initialement d'environ 25 000 tonnes (en poids vif), avec environ 70 % de Carcharhinus tilstoni, de Requins à queue tachetée et de Thons mignons (Thunnus tonggol). Après la création de la zone de pêche australienne (AFZ) en novembre 1979, le gouvernement australien a progressivement exclu les pêcheurs taïwanais des eaux australiennes et des quotas de pêche ont été imposés. La pêche ne devient plus rentable lorsque l'Australie limite la longueur des filets maillant à 2,5 km en mai 1986, et les bateaux taïwanais ont cessé leur activité dans les eaux australiennes la même année. À la fin de cette pêche, on estime que le nombre de Carcharhinus tilstoni avait diminué de 50 %. Compte tenu de son taux de reproduction relativement élevé pour un requin, sa population a probablement repris de l'ampleur depuis.
Depuis 1980, Carcharhinus tilstoni a également été pris pour cible par les pêcheurs de requins au filet maillant et à la palangre australiens. Il est en outre capturé accidentellement par d'autres pêcheurs commerciaux ciblant les poissons osseux ou les crevettes. Les captures de requins au large du Nord de l'Australie sont estimées à entre 100 et 900 tonnes par an dans les années 2000, dont la plupart sont des Carcharhinus tilstoni et des Requins à queue tachetée. La viande est consommée sur le marché australien, mais elle peut parfois présenter de fortes concentrations de mercure. Les ailerons sont exportés vers l'Asie, tandis que le cartilage, l'huile de foie et la peau peuvent également être utilisés,. Comme la pression de pêche sur ce requin est beaucoup moins importante qu'auparavant, l'Union internationale pour la conservation de la nature (UICN) a classé l'espèce comme étant de préoccupation mineure. Cependant, la situation peut potentiellement devenir préoccupante car les pêcheurs indonésiens de la mer d'Arafura empiètent de plus en plus fréquemment dans les eaux australiennes,.